# Лермонтов (фильм, 1986)
«Лермонтов» — советский художественный фильм, полнометражный режиссёрский дебют Николая Бурляева, снятый в 1986 году.

## Сюжет
Фильм охватывает основные этапы жизни Михаила Юрьевича Лермонтова. Русский поэт показан как страдающий за Россию, радостно взволнованный, одухотворённый, мятежный человек. Жизнь Лермонтова отражена в гениальных строчках его стихов, в глубоких размышлениях, а также в смелых и дерзких поступках.
В фильме использована живопись Лермонтова, звучат отрывки из многих его произведений: «Демон», «Смерть поэта», «Валерик», «Панорама Москвы», «Пророк», «Завещание» и других.
Эпиграфом к фильму служит высказывание Белинского о Лермонтове: «…Его жизни суждено было проблеснуть блестящим метеором, оставить после себя длинную струю света и благоухания и — исчезнуть во всей красе своей…».

## В ролях
- Николай Бурляев — Михаил Юрьевич Лермонтов / Николай Васильевич Гоголь
- Иван Бурляев — Миша Лермонтов в детстве
- Владимир Файбышев — Миша Лермонтов в младенчестве
- Галина Беляева — Варвара Александровна Лопухина
- Наталья Бондарчук — Марья Михайловна, мать Лермонтова
- Борис Плотников — Юрий Петрович, отец Лермонтова / Александр Сергеевич Пушкин
- Инна Макарова — Елизавета Алексеевна Арсеньева, бабушка Лермонтова
- Юрий Мороз — Николай Соломонович Мартынов
- Сергей Смирнов — Святослав Раевский
- Дмитрий Золотухин — Дмитрий Алексеевич Столыпин, дедушка Лермонтова
- Андрей Подошьян — Алексей Аркадьевич Столыпин-Монго, двоюродный дядя Лермонтова
- Марис Лиепа — Николай I
- Улдис Лиелдиджс — Александр Христофорович Бенкендорф
- Альгимантас Масюлис — Клейнмихель
- Анатолий Мацукевич — Нессельроде
- Имеда Кахиани — Александр Гарсеванович Чавчавадзе
- Кетеван Кобулия — Елена Чавчавадзе
- Катя Лычёва — Лена Чавчавадзе в детстве
- Марика Чичинадзе — Нина Грибоедова
- Константин Бутаев — Коте, друг Лермонтова
- Илзе Лиепа — Соломирская
- Вера Улик — гадалка Кирхгоф
- Юрис Стренга — неизвестный
- Павел Русланов — Эрнест де Барант
- Сэм Цихоцкий — сановник
- Татьяна Пилецкая — княгиня Нессельроде
- Глеб Плаксин — виконт д'Англес
- Евгений Дворжецкий — знакомый Лермонтова
- Георгий Мартиросян — Алексей Фёдорович Орлов
- Валентин Массов — странник
- Ольга Кабо — фрейлина
- Андрей Давыдов — Жорж Дантес
- Дмитрий Орловский — денщик

## Съёмочная группа
- Автор сценария и режиссёр: Николай Бурляев
- Оператор: Олег Мартынов
- Художник: Виктор Юшин
- Композитор: Борис Петров
- Дирижёр: Сергей Скрипка
- Постановщик бальных танцев: Марис Лиепа
- Консультанты: Борис Удодов, Павел Селегей, Тамара Мельникова
- Военный консультант: генерал-лейтенант И. Архипов
- Консультант по эпохе: Иван Саутов

## Интересные факты
- Фильм был подвергнут травле на перестроечном V съезде кинематографистов СССР и на отдельном заседании членов обновлённого СК, прошедшем 29 мая 1986 года[1][2].
- 3 октября 2024 года в Москве состоялась закрытая премьера авторской версии фильма, отреставрированной Киноконцерном «Мосфильм» в качестве 4K[3]. 15 октября, к 210-летию со дня рождения Михаила Юрьевича Лермонтова, фильм при поддержке дистрибьюторской компании «Кинотайм» и студии «Золотой Витязь» был выпущен в общероссийский прокат[4].